# Via della Paglia
Via della Paglia är en gata i Rione Trastevere i Rom. Gatan löper från Piazza di Santa Maria in Trastevere till Via Luigi Masi.

## Beskrivning
Paglia betyder ”halm” och enligt en teori kommer gatans namn av de halmmagasin, vilka tidigare fanns i grannskapet.
Vid nummer 12 återfinns den lilla kyrkan Santa Maria Addolorata in Trastevere, vilken disponeras av Gemenskapen Sant'Egidio – Comunità di Sant'Egidio.
Vid nummer 6 är ett palats från 1500-talet beläget. I hörnet av Via della Paglia och Piazza di Santa Maria in Trastevere är prästbostaden, Canonica, för basilikan Santa Maria in Trastevere inrymd i ett 1700-talspalats.

## Omgivningar
Kyrkobyggnader
- Santa Maria in Trastevere
- San Callisto
- Sant'Egidio
- Santa Maria della Scala
- Santa Maria della Clemenza
- Oratorio di Vicolo del Cedro

Gator, gränder och piazzor
- Piazza di Santa Maria in Trastevere
- Piazza di Sant'Egidio
- Vicolo del Cedro
- Vicolo della Frusta
- Vicolo del Piede
- Via Luigi Masi
- Via Giacomo Venezian

## Bilder
| - Via della Paglia på en karta från år 2018. - Canonica di Santa Maria in Trastevere. |